# Hoorische
Hoorische (auch: Hòòrische) oder Grumbeer-Spatze, Grompere-Stippchia, Schlembadde, Jurreschwänz, Riwwelspatze sind im Saarland und in der Pfalz bekannte, teilweise längliche Klöße, aus rohen Kartoffeln. Sie werden im Saarland gerne mit Specksahnesoße und Sauerkraut gegessen. 
In der Pfalz werden Hoorische Knepp üblicherweise halb/halb aus gekochten und rohen Kartoffeln hergestellt und als Beilage beispielsweise zu Sauerbraten oder Ente gereicht. Im Gegensatz zu den ebenfalls gemischt hergestellten Thüringer Klößen werden Hoorische durch die Zugabe von Eiern stabilisiert.
Der Name bedeutet wörtlich „Haarige“ und spielt auf die Oberfläche der Klöße an, die durch das grobe Reiben/Stampfen der Kartoffeln rau bleibt.
„Grompere-Stippchia“ ist moselfränkisch und bedeutet „Kartoffelstümpfchen“.
Gefillde, auch Gefillde Knepp, sind gefüllte Kartoffelklöße aus rohen und gekochten Kartoffeln. Als Füllung kommen Hackfleisch, grobe Leberwurst („Hausmacher Leberwurst“) oder eine Mischung aus beidem zum Einsatz. Auch sie werden meistens mit Specksahnesoße und Sauerkraut serviert.